# Batterie d'honneur de l'artillerie française
 (août 2018).
Si vous disposez d'ouvrages ou d'articles de référence ou si vous connaissez des sites web de qualité traitant du thème abordé ici, merci de compléter l'article en donnant les références utiles à sa vérifiabilité et en les liant à la section « Notes et références ».
La batterie d'honneur de l'artillerie française est une unité militaire assurant des missions d'honneur au profit des plus hautes autorités civiles et militaires de l'État, lors de cérémonies officielles ou manifestations de tradition. 
Depuis 2007, elle est notamment notamment chargée de mettre en œuvre la salve d'honneur de 21 coups de canon à l'occasion de l'investiture du président de la République française. Elle participe également chaque année aux célébrations de la sainte Barbe dans la cour d'honneur de l'hôtel des Invalides.  
Elle constitue une unité élémentaire relevant de l'autorité des écoles militaires de Draguignan (EMD) dont fait partie l'école de l'artillerie. Les canonniers servants de la batterie d'honneur sont tous issus de l'unité d'appui à la formation des EMD.

## Matériels

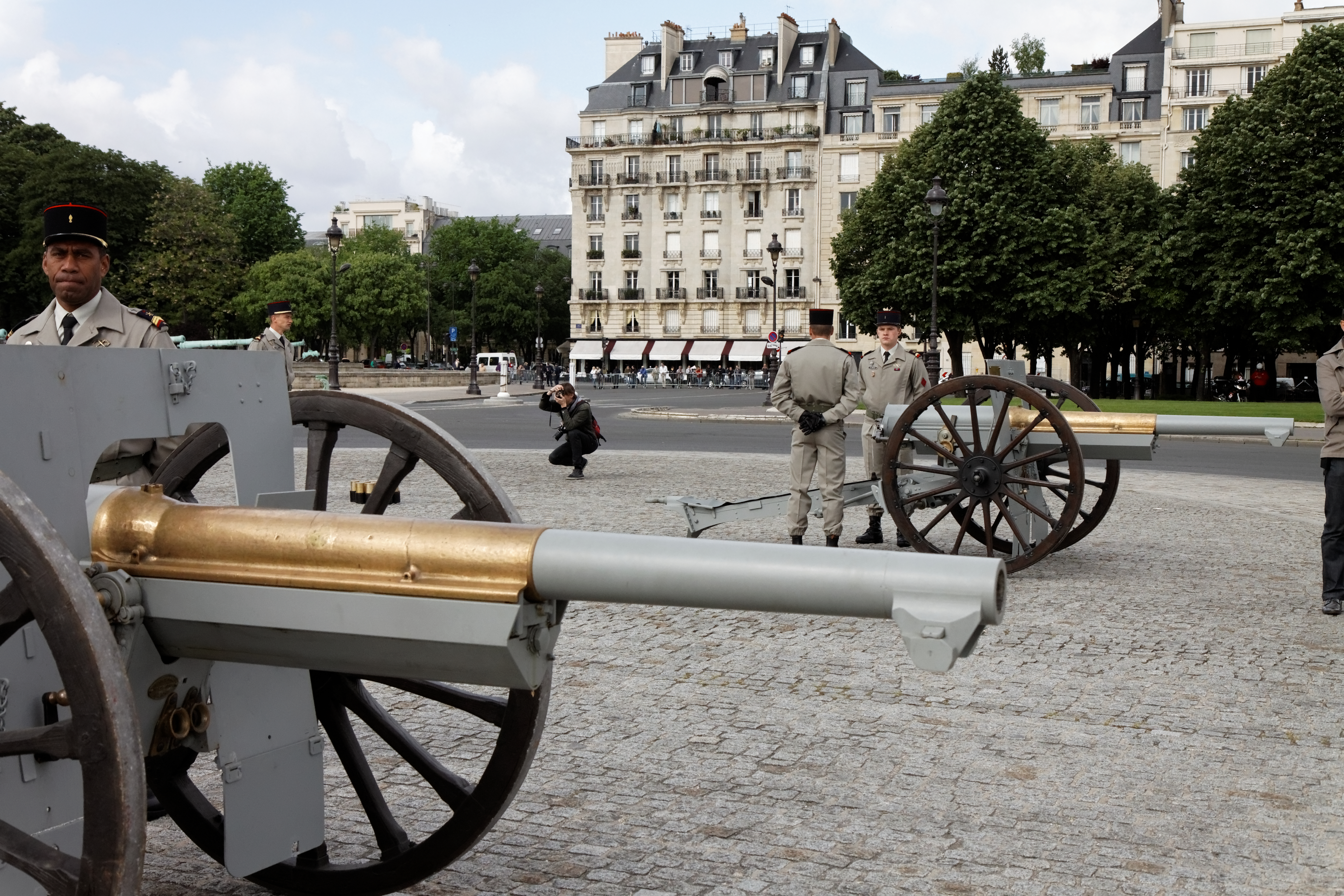
Les deux canons de 75 de la batterie d'honneur le 15 mai 2012.

- Deux canons de 75 mm modèle 1897 en version hippomobile
- Douze chevaux de trait de race Postier breton

## Investiture du président de la République

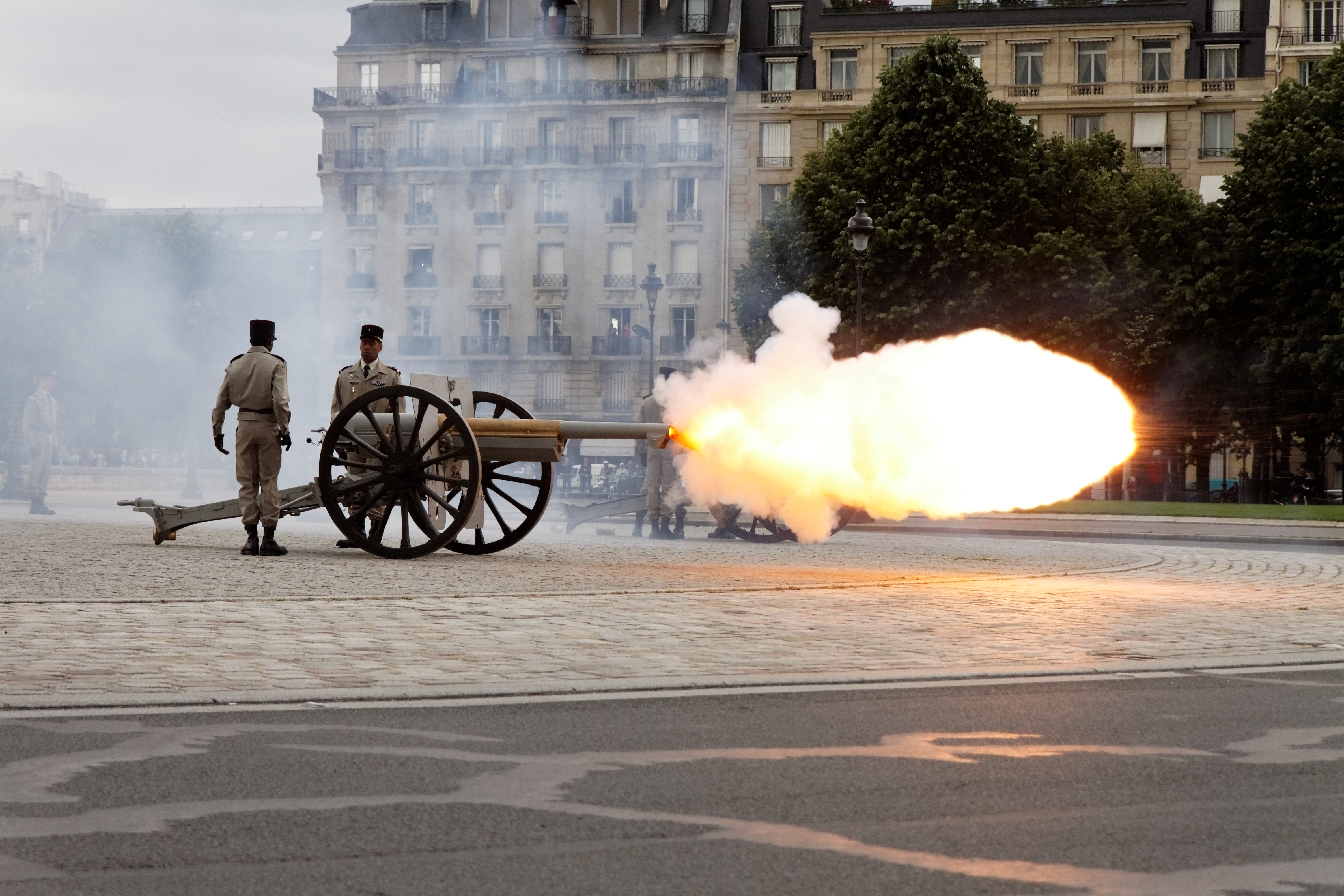
La batterie d'honneur de l'artillerie installée sur l'esplanade des Invalides en train de tirer la salve de 21 coups de canon en l'honneur du nouveau président de la république française le 15 mai 2012.

Tandis que les honneurs militaires sont rendus au nouveau président de la République à l'Élysée, vingt-et-un coups de canon sont tirés sur l'esplanade des Invalides par la batterie d'honneur pour saluer l'investiture du nouveau président (la salve peut débuter soit après la lecture de la proclamation des résultats, soit pendant les honneurs militaires). Cette pratique inscrite désormais dans la tradition républicaine remonte à l’Ancien Régime. Pour toute célébration (anniversaire, naissance, visite d'État ou sacre), il était tiré une salve de 101 coups de canons. En 1959, le général de Gaulle modifia cette coutume en abaissant le nombre de coups pour l'investiture du président de la République de 101 coups à 21.
Depuis l'investiture de Nicolas Sarkozy en 2007, la batterie d'honneur de l'artillerie française est chargée de la salve d'honneur. Les tirs sont effectués au rythme de six coups par minute.
En 1981, lors de l’investiture du président François Mitterrand, 21 coups de canon furent tirés par deux obusiers. En 1988, à l’occasion de l’investiture du président François Mitterrand et en 1995 pour celle du président Jacques Chirac, ce sont deux chars AMX-30 qui tirèrent les 21 coups de canon. En 2002, les munitions à blanc pour AMX-30 n’étant plus fabriquées, ce sont des canons de 75 qui ont été utilisés.

## Événements marquants
- 16 mai 2007 : investiture du président de la République Nicolas Sarkozy
- 15 mai 2012 : investiture du président de la République François Hollande
- 14 mai 2017 : investiture du président de la République Emmanuel Macron